# Phalaenopsis buyssoniana
Phalaenopsis buyssoniana (возможные русские названия: Фаленопсис Бюссо, или Фаленопсис бюссониана) — моноподиальное трявянистое растение семейства Орхидные.
Вид не имеет устоявшегося русского названия, в русскоязычных источниках используется научное название Phalaenopsis buyssoniana.

## Синоним
По данным Королевских ботанических садов в Кью:
- Doritis buyssoniana (Rchb.f.) J.M.H.Shaw, 2003

## Биологическое описание
В отличие от других фаленопсисов Phal. buyssoniana наземный вид.
Листья продолговато-эллиптические, серо-зеленые, испещрённые фиолетовыми пятнами. Нижняя сторона листа — с сиреневыми штрихами и пятнами. Длиной около 25 см, шириной — до 9,5 см. Листья располагаются парами, по общему габитусу этот фаленопсис напоминает ванду.
Цветонос прямостоящий, многоцветковый, у взрослых растений ветвящийся, до 1 метра длиной.
Цветки изменчивы по окраске, бледные, розово-фиолетовые с более тёмной или желто-оранжевой губой. 
 Колонка розовая с белым пятном. В природе цветёт летом. 

Phal. buyssoniana — тетраплоид. Долгое время считался тетраплоидной формой Phalaenopsis pulcherrima. Со временем выяснилось, что настоящие тетраплоиды Phalaenopsis pulcherrima хорошо отличаются от Phal. buyssoniana. После чего Phal. buyssoniana был выделен в самостоятельный вид.

## Ареал
Таиланд, Вьетнам. Равнинные и предгорные влажные тропические леса.

## История
Назван в честь французского ботаника графа Франсуа де Бюссо. Дополнительная информация см.:
Orchid Review N°152 august 1905.

## В культуре
Температурная группа — умеренная, теплая.
Дополнительная информация о агротехнике в статье Фаленопсис.